# Fußball-Amateurliga Bremen 1972/73
Die Fußball-Amateurliga Bremen 1972/73 war die vierundzwanzigste Spielzeit der höchsten Amateurklasse des Bremer Fußball-Verbandes. Meister wurde wie in der Vorsaison der Blumenthaler SV. 

## Abschlusstabelle
| Platz | Verein                    | Sp. | Tore  | Punkte |
| ----- | ------------------------- | --- | ----- | ------ |
| 1.    | Blumenthaler SV (M)       | 28  | 74:30 | 47:09  |
| 2.    | Polizei SV Bremen (A)     | 28  | 81:27 | 46:10  |
| 3.    | Werder Bremen Amat.       | 28  | 74:30 | 43:13  |
| 4.    | AGSV Bremen               | 28  | 77:60 | 30:26  |
| 5.    | TSV Wulsdorf              | 28  | 53:56 | 28:28  |
| 6.    | Hastedter TSV             | 28  | 47:57 | 28:28  |
| 7.    | TSV Osterholz-Tenever (N) | 28  | 39:44 | 27:29  |
| 8.    | Bremer SV                 | 28  | 38:51 | 26:30  |
| 9.    | OSC Bremerhaven Amat. (N) | 28  | 44:42 | 23:33  |
| 10.   | Lüssumer TV               | 28  | 49:57 | 23:33  |
| 11.   | Bremen 1860               | 28  | 64:73 | 23:33  |
| 12.   | TuS Schwachhausen         | 28  | 50:59 | 23:33  |
| 13.   | SG Oslebshausen           | 28  | 44:70 | 22:34  |
| 14.   | Eintracht Bremen          | 28  | 47:79 | 17:39  |
| 15.   | Sparta Bremerhaven        | 28  | 37:83 | 14:42  |

(M) Meister der Vorsaison

(A) Absteiger aus der Regionalliga

(N) Aufsteiger

## Aufstieg und Deutsche Amateurmeisterschaft
Der Meister Blumenthaler SV hatte in der anschließenden Aufstiegsrunde zur Regionalliga Nord keinen Erfolg.
Als Bremer Vertreter nahm der Polizei SV Bremen an der Deutschen Amateurmeisterschaft 1973 teil und schied im Achtelfinale gegen Bergedorf 85 aus.